# Kultura urn domkowych
     grupy nordyckie
     kultura jastorfska
     grupa Harpstedt-Nienburger
     plemiona celtyckie
     kultura pomorska
     kultura urn domkowych
     kultura wschodniobałtycka strefy leśnej
     kultura kurhanów zachodniobałtyjskich
     kultura miłogradzka
     grupy estońskie

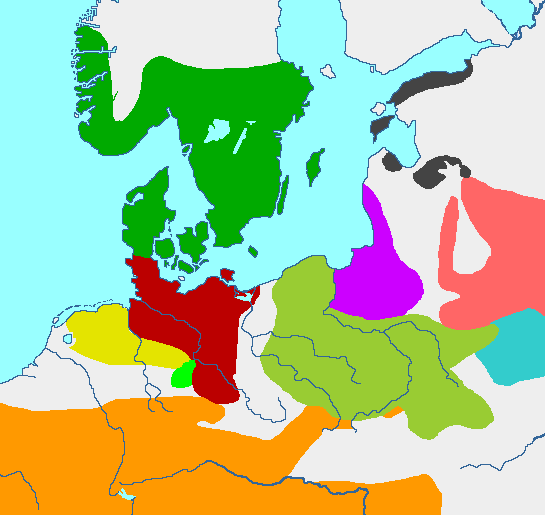
Europa okresu przedrzymskiego epoki żelaza:
grupy nordyckie
kultura jastorfska
grupa Harpstedt-Nienburger
plemiona celtyckie
kultura pomorska
kultura urn domkowych
kultura wschodniobałtycka strefy leśnej
kultura kurhanów zachodniobałtyjskich
kultura miłogradzka
grupy estońskie

Kultura urn domkowych – kultura epoki żelaza w Saksonii-Anhalt na przedgórzu Harzu nad dolną Soławą, środkową Łabą po tereny wokół dzisiejszego Magdeburga, istniejąca w okresie pomiędzy IX a V wiekiem z rozkwitem w VII wieku p.n.e.

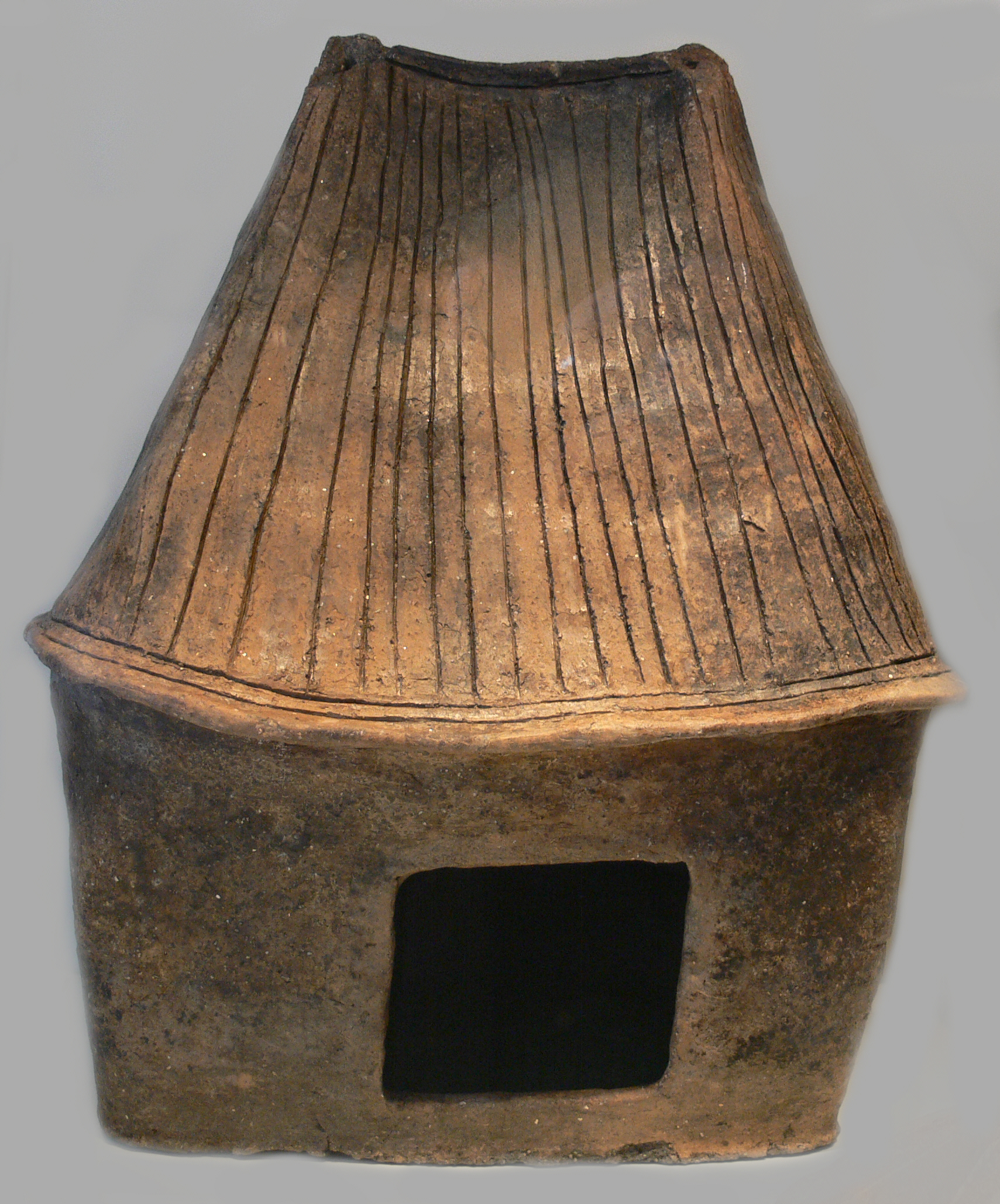
Urna domkowa z Neukönigsaue

Nazwa kultury pochodzi od charakterystycznego kształtu urn. Ciała po spaleniu chowano w popielnicach w kształcie chat na planie czworoboku lub koła, zazwyczaj z czworobocznym otworem pełniącym rolę drzwi zamykanych przez dopasowaną, glinianą płytkę, umieszczanych bądź bezpośrednio w ziemi bądź w kamiennych grobach skrzynkowych. Poza urnami w grobie umieszczano ceramikę oraz metalową biżuterię. Według niektórych autorów forma grobów skrzynkowych każe uznać kulturę urn domkowych za dość blisko spokrewnioną z kulturą pomorską.
Uważa się, że kultura ta powstała pod wpływem kultur występujących w środkowej Italii.

## Literatura
- Hallstattzeit, Die Altertümer im Museum für Vor- und Frühgeschichte, ks. 2, 1999, ISBN 3-8053-2566-5